# Siccità
Pour plus de détails, voir Fiche technique et Distribution.
Siccità est un film italien réalisé par Paolo Virzì et sorti en 2022.

## Synopsis
À Rome, dans un présent dystopique, une série de personnages doivent faire face à une grave sécheresse qui a réduit les réserves d'eau au minimum.

## Fiche technique
- Titre original : Siccità
- Réalisation : Paolo Virzì
- Scénario : Francesca Archibugi et Paolo Giordano
- Direction artistique : Francesco Sereni
- Décors : Roberta Troncarelli
- Costumes : Ottavia Virzì
- Photographie : Luca Bigazzi
- Montage : Jacopo Quadri
- Musique : Carlo Virzì
- Pays de production :  Italie
- Langue originale : italien
- Format : Couleurs
- Genre : comédie
- Durée : 97 minutes
- Date de sortie :
  - Italie : 8 septembre 2022 (Mostra de Venise 2022) ; 29 septembre 2022 (sortie nationale)

## Distribution
- Silvio Orlando : Antonio
- Valerio Mastandrea : Loris
- Elena Lietti : Mila
- Tommaso Ragno : Alfredo
- Claudia Pandolfi : Sara
- Vinicio Marchioni : Luca
- Monica Bellucci : Valentina
- Diego Ribon : Professeur Del Vecchio
- Max Tortora : Alberto Jacolucci
- Emanuela Fanelli : Raffaella Zarate
- Gabriel Montesi : Valerio
- Sara Serraiocco : Giulia
- Emma Fasano : Martina
- Emanuele Maria Di Stefano : Sebastiano
- Malich Cissé : Sembene
- Paola Tiziana Cruciani : la mère de Loris
- Gianni Di Gregorio : le père de Loris
- Andrea Renzi (it) : le Président
- Giovanni Franzoni : Filippo
- Federico D'Ovidio : Lino
- Lorenzo Gioielli : Corrado Zarate
- Sara Lazzaro : Rose
- Edoardo Purgatori : Pierluigi
- Federico Maria Sardelli : le chef d'orchestre

## Production
Le tournage du film, qui a débuté en février 2021, a eu lieu à Rome. Divers effets visuels ont été utilisés pour rendre la ville aride et assécher le Tibre. Le réalisateur a raconté comment certaines scènes clefs ont été tournées à l'aide de drones, qui ont d'abord filmé le Tibre, avec son cours d'eau, puis, en suivant le même mouvement de caméra et le même parcours, la grotte sablonneuse de la Magliana. Les images ont ensuite été superposées en post-production.

## Distinctions

### Récompenses
- David di Donatello 2023 : 
  - Meilleure actrice dans un second rôle pour Emanuela Fanelli
  - Meilleurs effets visuels

### Sélection
- Mostra de Venise 2022 : hors compétition